# 三原穗花
三原穗花（日语：三原ほのか，1994年5月1日—），日本AV女優。所屬事務所是ニューゲート。
擁有AV界美巨乳的AV女優。

## 簡歷
2015年2月以成人影片製造商Maxing的專屬女優身分出道。
2015年8月轉移到Attackers。
2016年3月解除專屬身分，成為企劃單體女優。
在「AV OPEN 2016」中的マニア・フェチ部門以『クチ・マ●コ・アナルどの穴でも男汁なら全部飲む! 小便ザーメン3穴ごっくんファック』獲得第2名。

## 人物
出身於埼玉縣。
興趣是購物，擅長料理。
受到父親的影響使得家裡有很多推理小說，喜歡石田衣良的作品。

## 外部連結
- 三原穗花的X（前Twitter）（2015年2月23日 - ）
- 三原ほのかの『ほのかに香る』 （页面存档备份，存于） - 官方部落格（2015年2月26日 - ）
- 三原ほのか　マキシング公式プロィール （页面存档备份，存于）